# Музей поп-культури

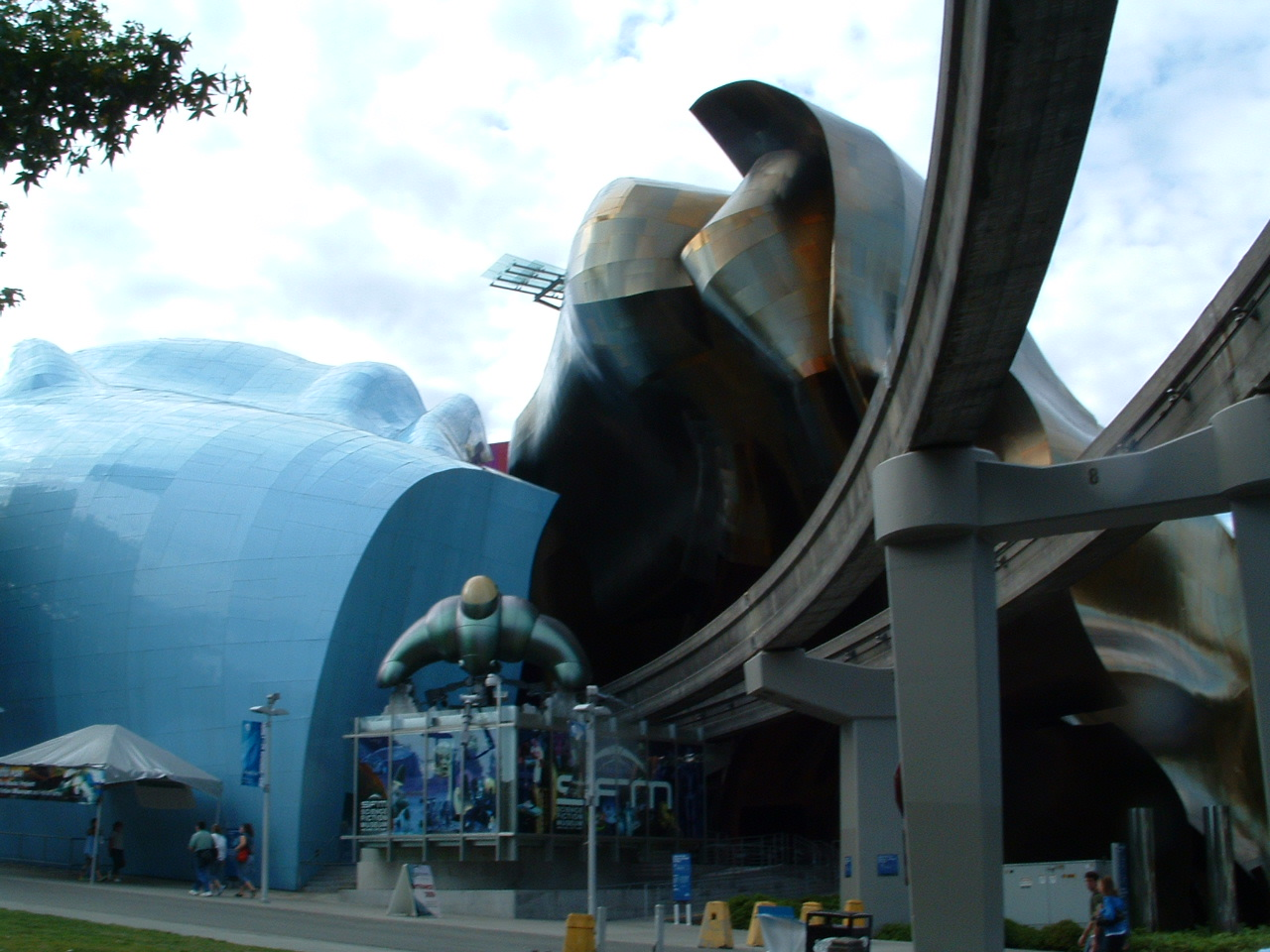
Монорельсові колії, що проходять через будівлю MoPOP

Музей поп-культури або MoPOP — некомерційний музей у Сіетлі, штат Вашингтон, США, присвячений сучасній популярній культурі. Був заснований співзасновником Microsoft Полом Алленом у 2000 році як Досвід музичного проєкту. Відтоді MoPOP організував десятки виставок, 17 з яких гастролювали по США та за кордоном.
Музей, раніше відомий як «Досвід музичного проекту» і Музей наукової фантастики та Зал слави (ДМП|МНФ), а потім ДМП Музей до листопада 2016 року, ініціював багато публічних програм, зокрема «Sound Off!», щорічну битву для 21 і менше -of-the-bands, які підтримують сцену різного віку; і «Поп-конференція», щорічне зібрання вчених, критиків, музикантів і любителів музики.
Музей поп-культури або MoPOP співпрацює з Міжнародним кінофестивалем у Сіетлі та представляє Фестиваль короткометражних фільмів наукової фантастики та фентезі, який проходить кожної зими. З 2007 року MoPop відзначає виконавців звукозапису нагородою засновників за їхній значний внесок.

## Виставки та заходи

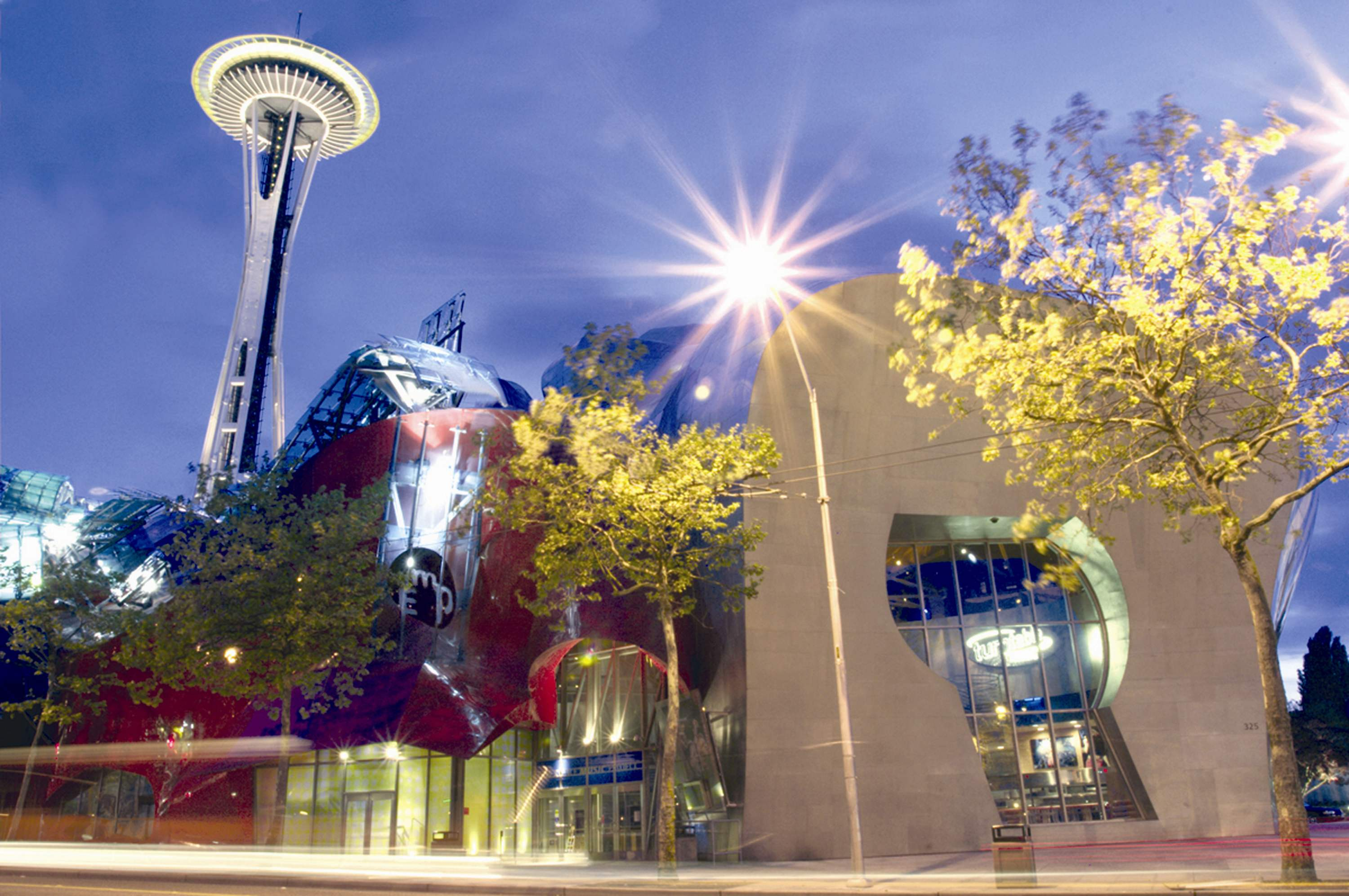
Нічний вид на MoPOP

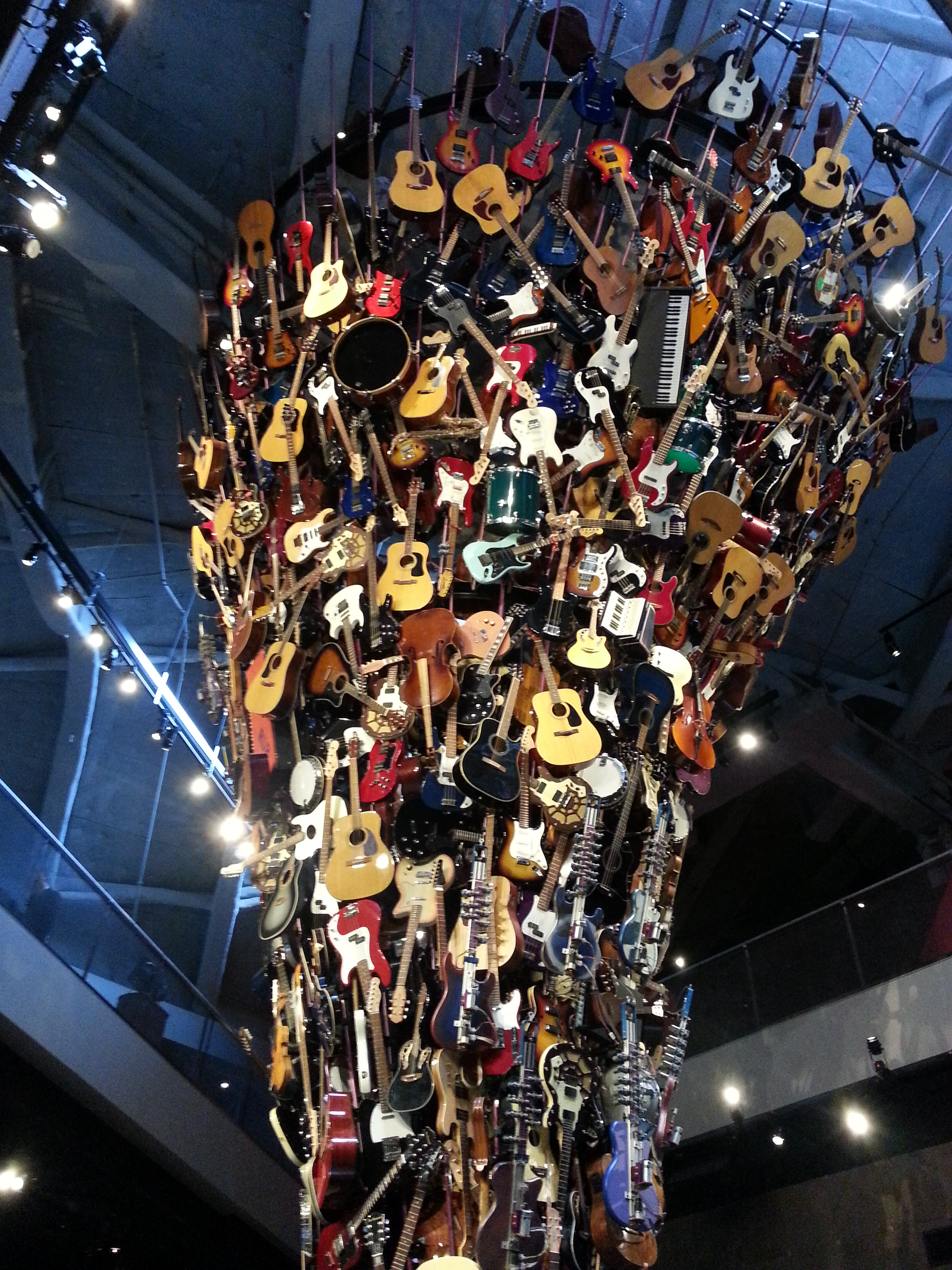
Скульптура гітари на MoPOP

MoPOP — це місце для багатьох експонатів та інтерактивних станцій, а також звукової скульптури та різноманітних освітніх ресурсів:
- Будівля 140,000 квадратних футів, спроектована Френком О. Гері, у якій розміщено кілька галерей і "небесна церква", де встановлено світлодіодний екран Barco C7 black package, один із найбільших світлодіодних екранів для приміщень у світі. [2]
- Експонати, що охоплюють поп-культуру, від мистецтва фентезі, кіно жахів і відеоігор до науково-фантастичної літератури та костюмів з екрана та сцени.
- Інтерактивні заходи включені в такі галереї, як Sound Lab і On Stage, де відвідувачі можуть на практиці вивчати інструменти рок-н-ролу за допомогою інструментів і виконувати музику перед віртуальною аудиторією.
- Гітарна скульптура, що складається з понад 500 музичних інструментів і 30 комп’ютерів, задумана британським дизайнером виставок Нілом Поттером і розроблена звуковим скульптором Трімпіном. [3] [4]
- Найбільша в світі колекція артефактів, рукописних текстів пісень, особистих інструментів і оригінальних фотографій, присвячених музиці та історії музиканта з Сіетла Джимі Хендрікса та гурту Nirvana.
- Освітні ресурси, включно з навчальними програмами MoPOP, внутрішньомузейні семінари та інформаційні програми; STAR (Student Training in Artistic Reach); Табори творчості для дітей; Майстерні підліткового художника; Write Out of This World — щорічний конкурс науково-фантастичних і фентезі-оповідань для учнів 3-12 класів; та Резиденція хіп-хоп артистів.
- Публічні програми, як-от Фестиваль наукової фантастики та фентезі короткометражних фільмів MoPOP, Поп-конференція, Молодіжна консультативна рада (YAB) і Sound Off! , головна битва груп на північному заході Тихого океану.

MoPOP був місцем проведення концерту та демонстраційної програми першого семінару NIME. Згодом це стало щорічною Міжнародною конференцією з нових інтерфейсів для музичного вираження, місцем проведення досліджень музичних технологій.

## Музей наукової фантастики
Музей наукової фантастики та Зал Слави був заснований Полом Алленом та його сестрою Джоді Паттон і відкритий для публіки 18 червня 2004 року. Він об’єднав Зал Слави наукової фантастики та фентезі, заснований у 1996 році. Музей був поділений на кілька галерей з такими темами, як: «Рідний світ», «Фантастичні подорожі», «Чудові нові світи» та «Вони», кожна з яких демонструвала пов’язані пам’ятні речі (реквізит фільмів, перші випуски, костюми та моделі) у великих розмірах. вітрини, плакати та інтерактивні дисплеї. Про музей говорили, що «від роботів до реактивних ранців до скафандрів і променевої зброї — все тут». 
До членів консультативної ради музею входили Стівен Спілберг, Рей Бредбері, Джеймс Кемерон і Джордж Лукас. Серед його колекції артефактів були командне крісло капітана Кірка з "Зоряного шляху", робот B9 з "Загублених у космосі ", модель Зірки Смерті з "Зоряних воєн", Т-800 Термінатор і купол з фільму "Тихий біг ". Хоча Музей наукової фантастики як постійну колекцію було деінстальовано в березні 2011 року, нова виставка під назвою «Ікони наукової фантастики» відкрилася замість неї в червні 2012 року. У цей час було відкрито новий дисплей Зали слави та представлено випуск 2012 року.

## Зал Слави наукової фантастики та фентезі
Зал Слави наукової фантастики та фентезі був заснований у 1996 році Товариством наукової фантастики та фентезі Канзас-Сіті та Центром вивчення наукової фантастики (ЦВНФ) при Університеті Канзасу (КУ). Головами були Кіт Стокс (1996–2001) і Робін Вейн Бейлі (2002–2004). Лише письменники та редактори мали право на визнання, і чотири вводилися щорічно, двоє померлих і двоє живих. Кожен клас із чотирьох було оголошено на щорічному з’їзді наукової фантастики ConQuesT у Канзас-Сіті та представлено на конференції Кемпбелла, організованій ЦВНФ.
Після 2004 року Зал слави припинив приймати письменників-фантастів, коли він став частиною Музею наукової фантастики, афілійованого з Музеєм поп-культури, під назвою «Зал Слави наукової фантастики». Прийнявши 36 письменників за дев’ять років, організація почала визнавати нелітературні медіа в 2005 році. Він зберіг квоту чотирьох нових членів і таким чином зменшив річну кількість письменників. У прес-релізах 2005 та 2006 років було додано нових учасників у категорії «Література», «Мистецтво», «Кіно, телебачення та медіа» та «Відкриті» — по одному для кожної категорії. У 2007 і 2008 роках четвертий призовник був віднесений до однієї з трьох істотних категорій.
MoPOP деінсталювала Музей наукової фантастики в березні 2011 року. Коли в червні 2012 року відкрилася виставка «Ікони наукової фантастики», було відкрито нову експозицію Зали слави та введено випуск 2012 року.
Номінації подаються громадськістю, але відбір роблять «удостоєні нагород автори наукової фантастики, художники, редактори, видавці та кінопрофесіонали».
MoPOP відновив оригінальну назву онлайн протягом червня 2013 року та оголосив п’ятьох нових учасників, по одному щодня, починаючи з 17 червня 2013 року. Перші чотири цитувалися переважно або повністю як науково-фантастичні твори, однак останнім був Дж. Р. Р. Толкін, якого «вітали як батька сучасної фантастичної літератури». 

### Зарахування до Залу слави наукової фантастики та фентезі[10][18]
- 1996: Джек Вільямсон ; А. Е. ван Фогт ; Джон В. Кемпбелл молодший ; Хьюго Гернсбек
- 1997: Андре Нортон ; Артур К. Кларк ; Г. Г. Уеллс ; Айзек Азімов
- 1998: Хел Клемент ; Фредерік Поль ; К. Л. Мур ; Роберт А. Хайнлайн
- 1999: Рей Бредбері ; Роберт Сільверберг ; Жуль Верн ; Абрахам Мерріт
- 2000: Пол Андерсон ; Гордон Р. Діксон ; Теодор Стерджен ; Ерік Френк Рассел
- 2001: Джек Венс ; Урсула К. Ле Гуїн ; Альфред Бестер ; Фріц Лейбер
- 2002: Семюел Р. Делейні ; Майкл Муркок ; Джеймс Бліш ; Дональд А. Воллхайм
- 2003: Вілсон Такер ; Кейт Вільгельм ; Деймон Найт ; Едгар Райс Берроуз
- 2004: Браян Олдісс ; Гаррі Гаррісон ; Мері Волстонкрафт Шеллі ; EE «Док» Сміт
- 2005: Стівен Спілберг ; Філіп К. Дік ; Чеслі Бонестелл ; Рей Гарріхаузен[12]
- 2006: Джордж Лукас ; Френк Герберт ; Френк Келлі Фріас ; Енн Маккефрі[13]
- 2007: Ед Емшвіллер ; Джин Родденберрі ; Рідлі Скотт ; Джин Вулф[14]
- 2008: Ян Баллантайн і Бетті Баллантайн ; Вільям Гібсон ; Річард М. Пауерс ; Род Серлінг[15]
- 2009: Едвард Л. Ферман ; Майкл Вілан ; Френк Р. Пол ; Конні Вілліс[19]
- 2010: Октавія Е. Батлер ; Річард Метісон ; Дуглас Трамбулл ; Роджер Желязні[20]
- 2011: Вінсент Ді Фейт ; Гарднер Дозоа ; Харлан Еллісон ; Жан Жіро[21]
- 2012: Джо Холдеман ; Джеймс Тіптрі молодший ; Джеймс Кемерон ; Вергіл Фінлей[8]
- 2013: HR Giger ; Джудіт Мерріл ; Джоанна Расс ; Девід Боуї ; Дж. Р. Р. Толкін[17]
- 2014: Френк Фразетта ; Хаяо Міядзакі ; Лі Брекетт ; Олаф Степлдон ; Стенлі Кубрик [16]
- 2015: Джеймс Е. Ганн ; Жорж Мельєс ; Джон Шенгерр ; Курт Воннеґут ; Джек Гоен[22]
- 2016: Террі Пратчетт ; Дуглас Адамс ; Зоряний шлях ; Бігун по лезу[23]
- 2017: Джоан Роулінг ; Стен Лі ; Легенда про Зельду ; Баффі, винищувачка вампірів[24][25]
- 2018: Ніл Гейман ; Вонда Н. Макінтайр ; Лікар, який ; Magic: The Gathering;[26]
- 2019: Тед Чіанг ; DC Фонтана ; Зоряні війни ; Сторожі[27]
- 2021: Нішель Ніколс ; Сігурні Вівер ; Годзілла ; Подорож на Місяць[28]
- 2023: Джон Карпентер ; Н. К. Джемісін ; Дюна ; Шоу жахів Рокі[29]

## Ребрендинг MoPOP
У листопаді 2016 року музей EMP оголосив про ребрендинг себе на Музей поп-культури або скорочено MoPOP.

## Архітектура
MoPOP розташований на кампусі Сіетл-центру, поруч із Space Needle та монорейковою дорогою Сіетл-центру, яка проходить через будівлю. Сама конструкція була розроблена Френком Гері та нагадує багато інших робіт його фірми своєю конструкцією з листового металу, наприклад Музей Гуггенхайма в Більбао, Концертний зал Уолта Діснея та Вежу Гері. Значна частина будівельних матеріалів відкрита всередині будівлі. Будівля займає 140 000 квадратних футів (13 000 м2), з 35 000 квадратних футів (3300 м2)  footprint (кроків людини). Назва центральної церкви Неба в музеї вшановує Джимі Хендрікса. Концертний майданчик, здатний вмістити до 800 гостей, остання встановлена металева балка має підписи всіх будівельників, які були на місці в день її встановлення. Будівельна компанія Hoffman з Портленда, штат Орегон, виступила генеральним підрядником, а компанія Magnusson Klemencic Associates з Сіетла була інженерами-конструкторами проекта.

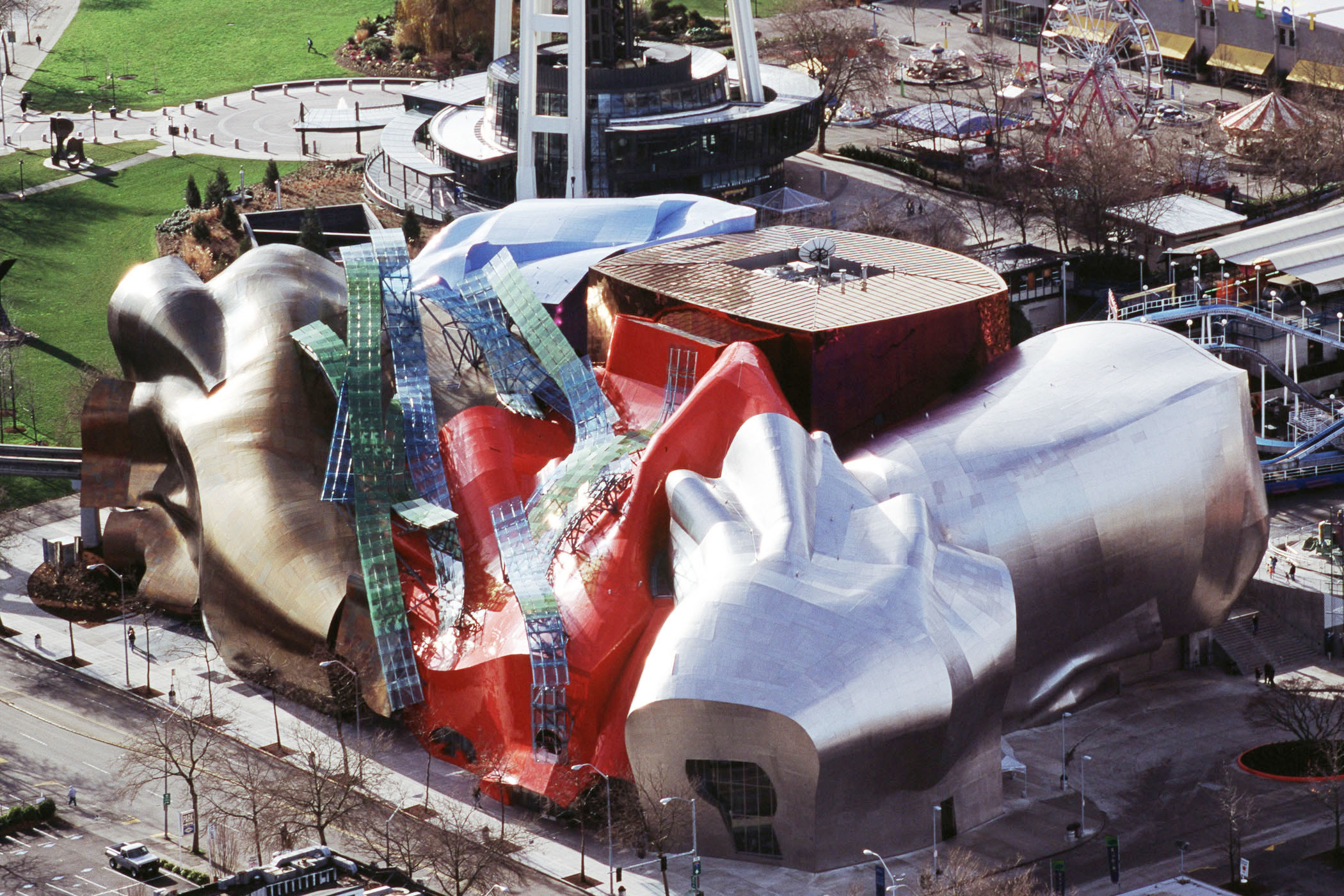
Дизайн Френка Гері

Ще до відкриття Seattle Weekly (альтернативна двотижнева газета, що розповсюджується в Сіетлі, штат Вашингтон, США.) Гері сказав, що дизайн може посилатися на «часто цитоване порівняння з розбитою електрогітарою». Насправді він сам зробив таке порівняння: «Ми почали збирати фотографії Stratocasters (модель електрогітари, розробленої у 1954 році), додаючи корпуси гітар, спираючись на ті форми, розвиваючи наші ідеї». Жителі Сіетла висловлювали різні думки про архітектуру: вони висловлювали певність у високій оцінці Гері, але водночас виражали насмішки стосовно цієї будівлі. Письменник Джонатан Рабан, який народився в Британії та проживає в Сіетлі, зауважив, що «Френк Гері створив кілька чудових будівель, як-от Музей Гуггенхайма в Більбао, але його зусилля в Сіетлі, "Досвід музичного проєкту", не є одним із них». Архітектурний критик New York Times Герберт Мушамп описав це як «щось, що виповзло з моря, перевернулося і загинуло». Журнал Forbes назвав його однією з 10 найпотворніших будівель світу. Інші описують це як «ляпку» або називають «геморой». Незважаючи на деякі критичні відгуки про будівлю, будівлю назвали «відповідним фоном для найбільшої у світі колекції пам’ятних речей Джимі Хендрікса». Зовнішній вигляд будівлі, який відрізняється злиттям текстур і кольорів, включаючи золото, срібло, темно-червоний, синій і «мерехтливий фіолетовий серпанок», був оголошений «влучним відображенням досвіду американського року».

## Фінанси
Музей мав неоднозначний фінансовий успіх. Намагаючись зібрати більше коштів, організатори музею використали велику колекцію мистецтва Аллена, щоб створити виставку 2006 року в музеї під назвою DoubleTake: Від Моне до Ліхтенштейну.  Експозиція включала «Поцілунок» Роя Ліхтенштейна (1962), «Читець» П'єра-Огюста Ренуара (1877), «Сад із квітучими персиковими деревами» Вінсента Ван Гога (1888), «Чотири купальниці » Пабло Пікассо (1921) та кілька творів мистецтва Клода Моне, включаючи одну з картин «Водяні лілії» (1919) і «Палац Мула» (1908). З тих пір музей організував численні виставки, присвячені популярній культурі, такі як «Звук і зображення: художники розповідають свої історії», яка відкрилася 28 лютого 2007 року. Це об’єднало як музику, так і наукову фантастику в одному експонаті, а також спиралося на велику колекцію музею усної історії. Останні виставки музею варіювалися від фільмів жахів, відеоігор і чорних шкіряних курток до фантастичних фільмів і літератури.

## Премія засновників
З 2007 року Премія засновників Музею поп-культури відзначає митців, чий «важливий внесок продовжує виховувати нове покоління ризикованих людей». Щорічний благодійний вечір є ключовим у фінансуванні освітніх програм музею, участі громади та виставок. У 2020 році через пандемію COVID-19 гала-концерт довелося скасувати, і вперше захід був безкоштовним для публіки, транслювався онлайн 1 грудня 2020 року. На цьому заході MoPOP зробили данину пошани місцевій, сіетльській групі, Alice in Chains. За першу ніч трансляція зібрала більше 600 000 доларів для MoPOP. Компіляція, що містить найяскравіші моменти триб’юту, була доступна для трансляції на Amazon Music.
Одержувачі
- 2007: Енн і Ненсі Вілсон[44]
- 2008: Роббі Робертсон[44]
- 2009: Стів Кроппер[44]
- 2010: Біллі Кокс[44]
- 2011: Бадді Ґай[44]
- 2012: Карлос Сантана[44]
- 2013: Crosby, Stills, Nash & Young[44]
- 2014: Джексон Браун[44]
- 2015: Джиммі Пейдж[44]
- 2016: Джо Волш[44]
- 2017: The Doors[44]
- 2018: Джон Фогерті[44]
- 2019: Бренді Карлайл[44]
- 2020: Alice in Chains[45]
- 2022: Квінсі Джонс[44]

## Зовнішні посилання
- Офіційний сайт Музею поп-культури
- Офіційний веб-сайт Залу слави наукової фантастики та фентезі
- SeattleWiki: Досвід музичного проекту
- Спробуйте музичний проект на greatbuildings.com
- Нові інтерфейси для музичного вираження – NIME-01
- «Виставки / Минулі виставки». Музей EMP ( empmuseum.org )
- «Виставки / Минулі виставки». Відчуйте музичний проект і музей наукової фантастики ( empsfm.org ). Архів 2007-09-23. Отримано 19 березня 2013.
- «Виставки / Минулі виставки». Відчуйте музичний проект і музей наукової фантастики ( empsfm.org ). Архівовано 27 січня 2011 року. Отримано 19 березня 2013.
- «Виставки / Минулі виставки». Музей EMP ( empmuseum.org ). Архівовано 2012-07-18. Отримано 19 березня 2013.